# (10035) Davidgheesling
(10035) Davidgheesling est un astéroïde de la ceinture principale découvert en 1982.

## Description
(10035) Davidgheesling a été découvert le 16 février 1982 à l'observatoire Kleť, en République tchèque, en Bohême-du-Sud, par Ladislav Brožek.

### Caractéristiques orbitales
L'orbite de cet astéroïde est caractérisée par un demi-grand axe de 2,27 ua, un périhélie de 1,94 ua, une excentricité de 0,14 et une inclinaison de 4,80° par rapport à l'écliptique. Du fait de ces caractéristiques, à savoir un demi-grand axe compris entre 2 et 3,2 ua et un périhélie supérieur à 1,666 ua, il est classé, selon la JPL Small-Body Database, comme objet de la ceinture principale.

### Caractéristiques physiques
(10035) Davidgheesling a une magnitude absolue (H) de 14,8 et un albédo estimé à 0,039.